# Studio '80
 Studio '80 è stato un programma televisivo italiano, trasmesso dalla Rete 1 dal 12 aprile al 24 maggio 1980 per sette settimane, il sabato sera alle 20:40.

## Il programma
La scenografia del programma è allestita come una discoteca e la presentazione di ospiti e protagonisti è accompagnata da un effetto elettronico a stella. Christian De Sica apre la trasmissione con un monologo rivolto al pubblico in sala, che è suddiviso in due settori: quello dei giovani e quello dei meno giovani. 
Il programma è ricco di gag, sketch, balletti ed ospiti, anche fissi, tra cui Franca Valeri, l'attore Leopoldo Mastelloni, le tre soubrette Maria Laura De Franceschi, Licinia Lentini, l'attrice Nadia Cassini che canta la sigla di apertura, e la cantante americana Dionne Warwick.

## Cast tecnico
- Regia: Antonello Falqui
- Testi: Antonello Falqui - Michele Guardì
- Scenografia: Gaetano Castelli
- Costumi: Corrado Colabucci
- Coreografie: Umberto Pergola
- Direzione musicale: Gianni Ferrio
- Sigla iniziale: Baby Baby, cantata da Nadia Cassini
- Sigla finale: Siamo in ballo balliamo, cantata da Christian De Sica